# ون (خودرو)

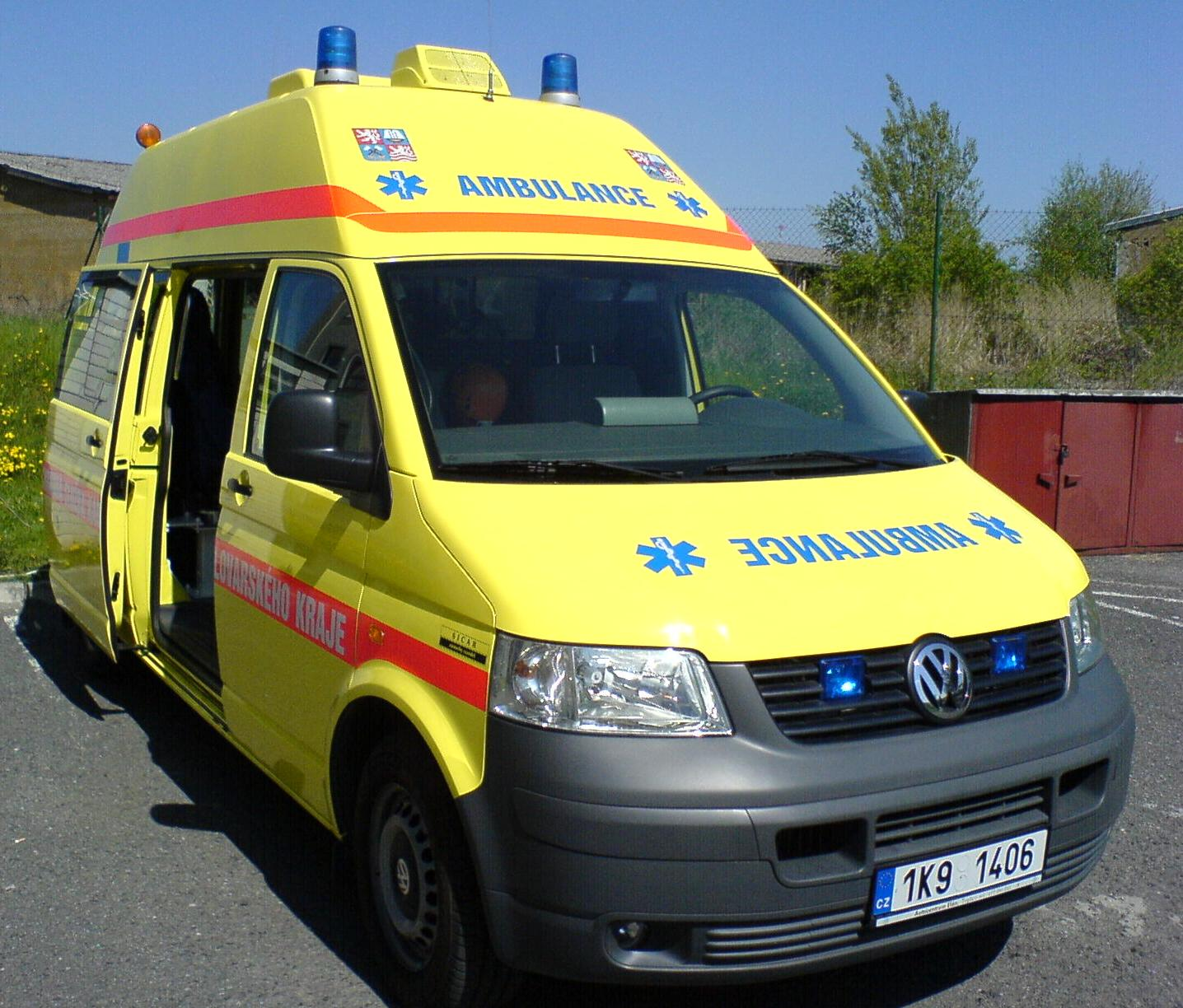
یک ون آمبولانس متعلق به بیمارستانی در جمهوری چک

وَن (به انگلیسی: Van) یا کاروانه به گونه‌ای از خودروها گفته می‌شود که برای ترابری اسباب و لوازم حجیم و سنگین یا گروهی چند نفره از انسان‌ها استفاده می‌شود. خودروهای ون معمولاً بدنه‌ای مکعب شکل دارند که بر روی چهار چرخ سوار شده‌است. ابعاد بدنه این خودرو را می‌توان حد فاصل کلاس استیشن واگن و کامیون (در حوزه باربری) و مینی‌بوس (در حوزه نفربری) دانست. این خودروها دارای ابعاد، قدرت موتور و اشکال مختلفی هستند.
ون انواعی دارد که یک نمونه از آن ون هایس برلیانس است که یک ون تجاری بزرگ است که توسط شرکت برلیانس چین تولید و در حال حاضر در شركت پارس ‌خودرو، گروه خودروسازي سايپا توليد میشود. این ون در سال ۲۰۱۵ معرفی شد و در سال ۲۰۲۲ به بازار ایران راه یافت.